# 吉利布蘭 (澳大利亞國會選區)
吉利布蘭選區（英語：Division of Gellibrand），是澳大利亞維多利亞州的下議院選區，位於州府墨爾本以西。面積91平方公里。
選區始於1949年，以早期的居民約瑟·吉利布蘭命名。本區是工黨的安全選區。1998年至今的當區議員是尼可拉·羅森。